# 市川市立大柏小学校
市川市立大柏小学校（いちかわしりつおおがしわしょがっこう）は千葉県市川市北東部にある公立小学校。創立は明治6年2月20日で、市川市内にある小学校のなかでは最も早く開校した小学校である。市川市大野町を見下ろす高台に位置する

## 基礎データ

### 所在地
千葉県市川市大野町2-1877

### 学区の状況
1. 市川市の北東部に位置し、梨栽培の盛んな地域である。
2. 武蔵野線市川大野駅を中心に、住宅が急増した地域である。
3. 保護者の職業は、会社員が大部分を占めているが、梨農家も残っており、祖父母同居の家庭も比較的多い。 代々大柏小学校卒業である保護者もいる。
4. 地域住民の学校に対する関心が高く、地域全体が学校教育に対して協力的である。
5. コミュニティスクールの草分けの学校として学社融合が進んでいるが、地域の自負も強いものがある。
6. 地域の特色を生かした体験活動が計画的に体験できる環境（人的・物的）も兼ね備えている。

### 学区の範囲[1]
本校の学区は以下の通り
- 南大野2丁目28～30番、南大野3丁目
- 大野町2～3丁目、大野町4丁目2154～2524番地、2595～2601番地、 2606～2762番地、2765～2767番地、2790～3238番地
- 柏井町3丁目105～174番地
- 大町368～369番地、382～408番地、477～491番地、511～544番地

## 沿革

### 略歴
1873年（明治6年）に当時の現在の船橋市藤原町で創立され、すぐに千葉県東葛飾郡柏井村（現在の千葉県市川市柏井町）にある唱行寺へ移転する。1900年（明治33年）には周辺で設立された大野小学校、大町小学校と統合し大柏尋常小学校との名称で現在の地に移転をする。
その後、学校制度の変遷や市町村の再編に伴い、大柏高等尋常小学校、大柏国民学校などの名称変更を経て、1949年（昭和24年）に現在の市川市立大柏小学校の名称となる。第二次ベビーブーム世代が小学校に進学する時期になると本校から分離して、市川市立大町小学校、市川市立大野小学校が分離し設立されている。

### 年表[2]
- 1873年（明治6年）2月20日 - 千葉県東葛飾郡柏井村に大柏小学校開校
- 1873年（明治6年）2月 - 柏井村の唱行寺へ移転
- 1874年（明治7年）1月7日 - 千葉県東葛飾郡大野村に大台小学校開校（所在地は本光寺）
- 1874年（明治7年）12月7日 - 大台小学校の名称を大野小学校と改称
- 1892年（明治25年）7月15日 - 大町尋常小学校設置許可
- 1900年（明治33年）9月15日 - 柏井、大町、大野小学校を合併し、大柏尋常小学校が開校。現在の地に移転
- 1904年（明治37年）10月24日 - 高等科を設置し、大柏尋常高等小学校となる
- 1941年（昭和16年）4月1日 - 国民学校令の施行に伴い、大柏国民学校と改称
- 1947年（昭和22年）4月1日 - 戦後の学制改革に伴い、大柏村立大柏小学校と改称
- 1949年（昭和24年）11月3日 - 柏井村が市川市に編入されたのに伴い、市川市立大柏小学校と改称
- 1955年（昭和30年）3月 - ３階建木造校舎完成
- 1963年（昭和38年）3月 - プール竣工
- 1964年（昭和39年）10月 - 校歌制定
- 1973年（昭和48年）4月1日 - 市川市立大町小学校が分離して開校
- 1973年（昭和48年）4月15日 - 創立100周年記念式典挙行
- 1974年（昭和49年）4月5日 - 特殊支援学級（なかよし学級）開設
- 1976年（昭和51年）1月3日 - 鉄筋校舎16教室完成
- 1978年（昭和53年）4月1日 - 体育研究校指定
- 1979年（昭和54年）4月1日 - 市川市立柏井小学校が分離して開校[3]
- 1980年（昭和55年）4月1日 - 体育館落成
- 1982年（昭和57年）4月1日 - 市川市立大野小学校が分離して開校
- 1982年（昭和57年）4月1日 - 千葉県教育功労賞受賞
- 1987年（昭和62年）10月22日 - 全国学校保健体育優良校受賞
- 1990年（平成2年）2月27日 - 大柏市民図書室開館
- 1996年（平成8年）2月17日 - ＴＢＳこども音楽コンクール文部大臣奨励賞
- 1997年（平成9年）1月18日 - 全国学校合奏コンクール内閣総理大臣奨励賞・文部大臣奨励賞
- 2000年（平成12年）2月17日 - ＴＢＳこども音楽コンクール文部大臣奨励賞
- 2002年（平成14年）4月1日 - ワールドクラス・ゆとろぎ開設
- 2003年（平成15年）2月15日 - 創立130周年記念式典
- 2003年（平成15年）6月27日 - 市川市小学校相撲大会　優勝
- 2004年（平成16年）6月27日 -  市川市小学校相撲大会　3位
- 2004年（平成16年）8月1日 -  吹奏楽コンクール　金賞
- 2004年（平成16年）8月2日 - 市川市東部水泳大会　総合2位
- 2004年（平成16年）10月22日 - 市川市内陸上大会　総合2位
- 2005年（平成17年）7月25日 - 千葉県吹奏楽コンクール　フェスティバル部門　金賞
- 2005年（平成17年）8月2日 - 市内東部水泳大会　総合準優勝　男子準優勝　女子3位
- 2005年（平成17年）10月24日 - 市川市内陸上大会　総合準優勝　男子3位　女子準優勝　男子長距離賞
- 2005年（平成17年）11月27日 - カゴメ　第１3回全国小学生｢食の冒険グランプリ」　グループ学習部門　グランプリ
- 2006年（平成18年）1月 - 東関東アンサンブルコンクール　金管七重奏　銀賞
- 2006年（平成18年）2月 - 千葉県教育奨励賞　保健・給食委員会
- 2006年（平成18年）6月23日 - 市川市内小学校相撲大会　個人優勝
- 2006年（平成18年）8月2日 - 市内東部水泳大会　総合3位　男子3位
- 2006年（平成18年）8月6日 - 千葉県吹奏楽コンクール　小学校部門　銀賞
- 2006年（平成18年）10月17日 - 市川市小学校陸上大会　男子リレー賞
- 2006年（平成18年）10月 - 太巻き寿司デザインコンテスト　サンケイリビング新聞社賞
- 2006年（平成18年）11月 - MOA美術館児童賞　金賞
- 2006年（平成18年）12月3日 - カゴメ　第14回全国小学生｢食の冒険グランプリ」　グループ学習部門　準グランプリ
- 2007年（平成19年）1月22日 - 東関東アンサンブルコンテスト金管七重奏　銅賞
- 2007年（平成19年）9月16日 - 東関東吹奏楽コンクール　金賞
- 2008年（平成20年）1月28日 - 市川市学校版環境ISO認定証授与
- 2009年（平成21年）3月 - 市川市市民健康都市市民賞受賞
- 2009年（平成21年）11月 - 千葉県西部地区アンサンブルコンテスト管弦楽八重奏金賞受賞
- 2010年（平成22年）8月 - 千葉県吹奏楽コンクール銀賞受賞
- 2011年（平成23年）1月 - 千葉県優良学校図書館認定
- 2011年（平成23年）7月30日 - 千葉県吹奏楽コンクール金賞受賞
- 2011年（平成23年）8月2日 - 市内東部水泳大会　総合準優勝　男子優勝　　女子6位
- 2012年（平成24年）11月 - 創立140周年記念行事
- 2013年（平成25年）7月 - 千葉県吹奏楽コンクール金賞受賞
- 2014年（平成26年）7月 - 千葉県吹奏楽コンクール銀賞受賞
- 2015年（平成27年）7月 - 千葉県吹奏楽コンクール銀賞受賞
- 2015年（平成27年）8月 - 市川市水泳大会東部地区　男子優勝
- 2016年（平成28年）2月 - 吹奏楽アンサンブルコンテスト南関東大会　打楽器三重奏金賞
- 2016年（平成28年）7月 - 千葉県吹奏楽コンクール銀賞受賞
- 2017年（平成29年）7月 - 千葉県吹奏楽コンクール金賞受賞
- 2017年（平成29年）9月 - 東関東吹奏楽コンクール銀賞受賞
- 2018年（平成30年）7月 - 千葉県吹奏楽コンクール金賞受賞
- 2018年（平成30年）9月 - 東関東吹奏楽コンクール金賞受賞
- 2019年（平成31年）1月 - 吹奏楽アンサンブルコンテスト東関東大会　木管八重奏 金賞受賞
- 2019年（令和元年） 7月 - 千葉県吹奏楽コンクール金賞受賞
- 2019年（令和元年） 9月 - 東関東吹奏楽コンクール金賞受賞
- 2020年　(令和2年) 11月 - 千葉県西部地区アンサンブルコンテスト管打楽器八重奏金賞・代表　　管打楽器六重奏金賞受賞
- 2020年　(令和2年) 12月 - 千葉県アンサンブルコンテスト　金管打楽器五重奏・木管八重奏金賞受賞　管打楽器八重奏銀賞受賞
- 2021年　(令和3年) 1月　- 東関東アンサンブルコンテスト　木管八重奏金賞受賞　金管打楽器五重奏銀賞受賞
- 2021年（令和３年）７月 ‐ 千葉県吹奏楽コンクール金賞受賞
- 2022年 (令和4年)　2月 - 創立150周年
- 2022年 (令和4年) 7月 - 千葉県吹奏楽コンクール金賞・代表受賞
- 2022年（令和4年) 9月 - 東関東吹奏楽コンクール銅賞受賞

## 関係者

### 教職員
- 田川伸一郎（スクールバンドサポーター、1992年 - 1999年に教諭） - 同校吹奏楽部の指導で「文部科学大臣奨励賞（日本一）」7年連続で受賞（平成5年～11年、7回）。

### 著名な卒業生
- 清水隆行（写真家)

## 交通
- JR武蔵野線市川大野駅　徒歩10分